# فالديمار الأول من الدنمارك
فالديمار الأول ملك الدنمارك (بالدنماركية: Valdemar I den Store)‏ (14 يناير 1131 - 12 مايو 1182) والمعروف أيضًا باسم فالديمار العظيم كان ملك الدنمارك من 1146 حتى وفاته في عام 1182، شهد عهد الملك فالديمار الأول صعود الدنمارك التي وصلت إلى ذروتها تحت حكم ابنه الثاني وخليفته الملك فالديمار الثاني ملك الدنمارك.